# Samuel Chukwudi
Samuel Johansen Chukwudi (Tórshavn, 25 juni 2003) is een Faeröers voetballer. Chukwudi speelt doorgaans als centrale verdediger.

## Carrière
Chukwudi begon zijn carrière bij HB Tórshavn uit Faeröer. Over vijf seizoen speelde speelde hij meer dan 70 wedstrijden voor de club, waaronder kwalificatiewedstrijden voor de UEFA Conference League. In het seizoen 2022/23 werd hij uitgeleend aan Union Sint-Gillis, waar hij in het belofte-elftal speelde. In januari 2025 verkaste hij naar SJK Seinäjoki, in de Finse Veikkausliiga.

## Interlandcarrière
Chukwudi debuteerde op 16 november 2022 in het Faeröers voetbalelftal, in een vriendschappelijke wedstrijd tegen Tsjechië (0-5). Zijn debuut in een officiële wedstrijd kwam op 7 september 2024, tegen Noord-Macedonië in de UEFA Nations League (1-1). 